# Seznam ostrovů Afriky
Ostrovy Afriky – přehled afrických ostrovů větších než 800 km²
|    | ostrov        | rozloha (km²) | pobřeží (km) | max.nadm. výška (m) | nejvyšší vrchol                  | počet obyvatel | hustota zalidnění | největší sídlo             | stát                         | poloha moře/záliv | souostroví                 |
| -- | ------------- | ------------- | ------------ | ------------------- | -------------------------------- | -------------- | ----------------- | -------------------------- | ---------------------------- | ----------------- | -------------------------- |
| 1  | Madagaskar    | 587 041,00    | —            | 2 876               | Maromokotro                      | 25 054 161     | 42,68             | Antananarivo               | Madagaskar                   | Indický oceán     | Madagaskar                 |
| 2  | Grande-Terre  | 6 675,00      | —            | 1 850               | Mont Ross                        | 45             | 0,01              | Port-aux-Français          | Francie                      | Indický oceán     | Kergueleny                 |
| 3  | Sokotra       | 3 579,00      | —            | 1 525               | Monts Haghier                    | 42 842         | 11,97             | Hadiboh                    | Jemen                        | Indický oceán     | Sokoterské souostroví      |
| 4  | Réunion       | 2 512,00      | —            | 3 069               | Piton des Neiges                 | 833 943        | 331,98            | Saint-Denis                | Francie                      | Indický oceán     | Maskarény                  |
| 5  | Tenerife      | 2 034,38      | 234          | 3 715               | Pico del Teide                   | 906 854        | 445,76            | Santa Cruz de Tenerife     | Španělsko                    | Atlantský oceán   | Kanárské ostrovy           |
| 6  | Bioko         | 2 017,00      | —            | 3 012               | Pico Basile o Santa Isabel       | 335 000        | 166,09            | Malabo                     | Rovníková Guinea             | Atlantský oceán   | ostrovy Guinejského zálivu |
| 7  | Mauricius     | 1 865,00      | 177          | 828                 | Piton de la Petite Rivière Noire | 1 192 300      | 639,30            | Port Louis                 | Mauricius                    | Indický oceán     | Maskarény                  |
| 8  | Fuerteventura | 1 659,74      | 240          | 807                 | Pico de la Zarza                 | 106 930        | 64,43             | Puerto del Rosario         | Španělsko                    | Atlantský oceán   | Kanárské ostrovy           |
| 9  | Zanzibar      | 1 574,00      | —            | 195                 | Masingini                        | 896 721        | 569,71            | Zanzibar                   | Tanzanie                     | Indický oceán     | Zanzibarské souostroví     |
| 10 | Gran Canaria  | 1 560,10      | 170          | 1 949               | Pico de Las Nieves               | 850 390        | 545,09            | Las Palmas de Gran Canaria | Španělsko                    | Atlantský oceán   | Kanárské ostrovy           |
| 11 | Ngazidja      | 1 012,90      | —            | 2 361               | Karthala                         | 399 919        | 395,18            | Moroni                     | Komory                       | Indický oceán     | Komorské souostroví        |
| 12 | Santiago      | 991,00        | —            | 1 392               | Pico da Antónia                  | 266 161        | 268,58            | Cidade da Praia            | Kapverdy                     | Atlantský oceán   | Kapverdy                   |
| 13 | Pemba         | 984,00        | —            | 50                  | —                                | 406 808        | 413,42            | Chake-Chake                | Tanzanie                     | Indický oceán     | Zanzibarské souostroví     |
| 14 | Svatý Tomáš   | 855,00        | —            | 670                 | Pico de São Tomé                 | 185 000        | 216,37            | São Tomé                   | Svatý Tomáš a Princův ostrov | Atlantský oceán   | ostrovy Guinejského zálivu |
| 15 | Lanzarote     | 845,94        | 140          | 1 949               | Peñas del Chache                 | 139 506        | 164,91            | Las Palmas de Gran Canaria | Španělsko                    | Atlantský oceán   | Kanárské ostrovy           |